# 1971 UH1
1971 UH1 är en asteroid i huvudbältet, som upptäcktes 26 oktober 1971 av den tjeckiske astronomen Luboš Kohoutek vid Bergedorf-observatoriet.
Den tillhör asteroidgruppen Themis.